# Biathlon na Zimowych Światowych Wojskowych Igrzyskach Sportowych 2017 – sprint indywidualnie kobiet

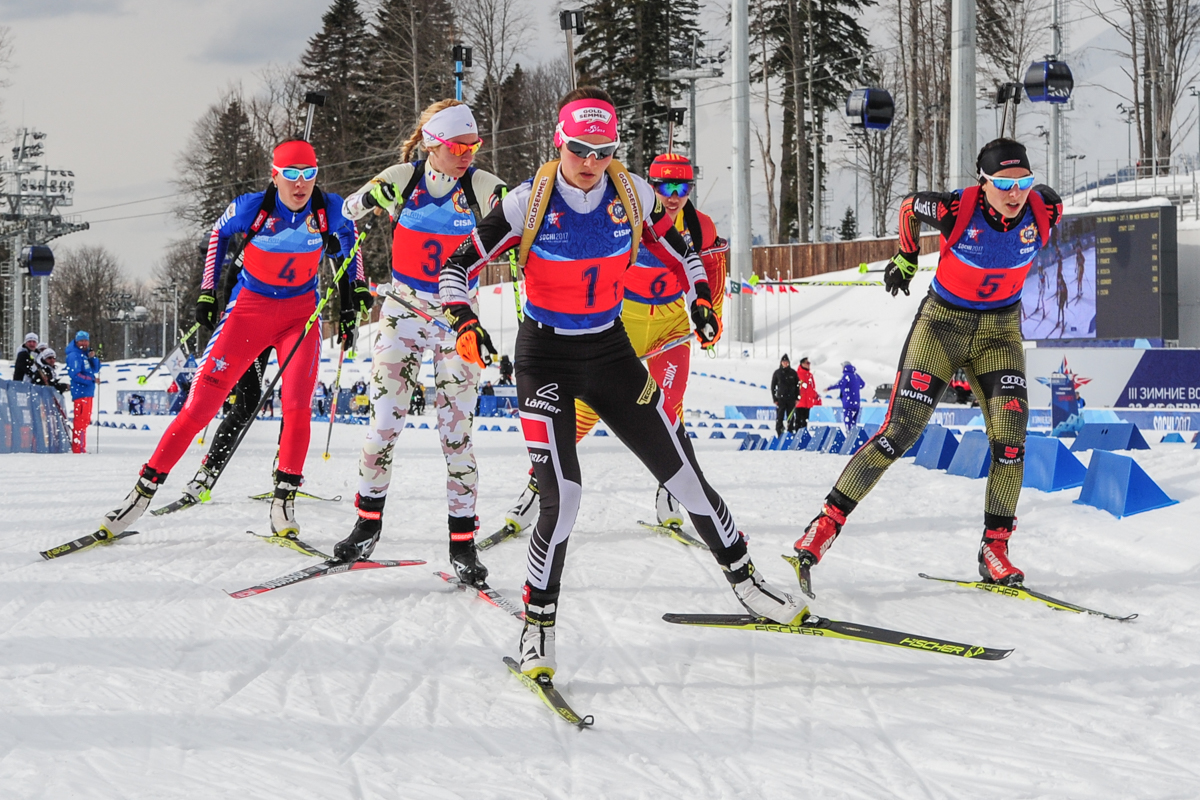
Soczi 2017 Trasa biathlonowa

Sprint indywidualny kobiet na 3. Zimowych Światowych Wojskowych Igrzyskach Sportowych – jedna z zimowych konkurencji sportowych rozgrywanych podczas zimowych igrzysk wojskowych na terenie kompleksu narciarsko-biathlonowego „Łaura” w Soczi w dniu 24 lutego 2017. Mistrzynią igrzysk wojskowych została Słowenka Teja Gregorin. Drugie i trzecie miejsce zajęły Rosjanki Tatjana Akimowa i Uljana Kajszewa

## Terminarz
| Data                | Godzina (UTC+03:00) | Wydarzenie |
| ------------------- | ------------------- | ---------- |
| 24 lutego 2017(dts) | 16:00               | Finał      |

## Medaliści
| Złoto                      | Srebro                    | Brąz                      |
| Drużyna/Zawodniczka        | Drużyna/Zawodniczka       | Drużyna/Zawodniczka       |
|                            |                           |                           |
| Słowenia · Teja Gregorin · | Rosja · Tatjana Akimowa · | Rosja · Uljana Kajszewa · |